# Бреждан
 Тази статия е за селото в Албания.  За селото в Северна Македония вижте Бърждани.  
Бреждан (на албански: Brezhdan или Brezhdani) е село в Албания, част от община Дебър, административна област Дебър.

## География
Селото е разположено в историко-географската област Долни Дебър по долината на Черни Дрин в западните склонове на Кораб.

## История
Засвидетелствани са формите на името Бриждан, Бреждан, Бреждани. Името на селото е от *Бриждане от местното име *Бриди (връх, рид), от изчезналото прилагателно *брид, в старобългарски бридъкъ, „остър, резлив“, сравнимо е бриди (за вятър), „реже“ в Брезнишко и руското диалектно прилагателно бридкой (за вятър), „режещ“. Възможно е формата Бреждан да е сближена вторично с по-познатите думи брег, брезда от бразда. Друга възможна етимология е от *Брьждане от брьдо.
На Етнографската карта на Битолския вилает на Картографския институт в София от 1901 година Браждан е чисто албанско село в Долнодебърската каза на Дебърския санджак със 110 къщи.
След Балканската война в 1913 година селото попада в новосъздадена Албания.
До 2015 година селото е част от община Томин.